# Чемпионат Европы по самбо 1997
XVI Чемпионат Европы по самбо 1997 года среди мужчин прошёл 1-4 мая в Баку (Азербайджан), среди женщин — 27-30 марта в Паневежисе (Литва).

## Медалисты

### Мужчины
| Весовая категория | Золото                        | Серебро                        | Бронза                                                  |
| ----------------- | ----------------------------- | ------------------------------ | ------------------------------------------------------- |
| до 52 кг          | Джейхун Мамедов · Азербайджан | Бесик Одашвили · Грузия        | Схатбий Альхаов · Россия Мароз Бадерджанов · Татарстан  |
| до 57 кг          | Галиб Гумбатов · Азербайджан  | Сергей Тулупов · Беларусь      | Сергей Матюков · Россия Николай Афанасьев · Украина     |
| до 62 кг          | Мамука Курдгелашвили · Грузия | Натик Багиров · Беларусь       | Александр Логвинов · Россия Андрей Сероштанов · Украина |
| до 68 кг          | Виктор Савинов · Украина      | Иван Нетов · Болгария          | Ашот Маркарьян · Россия Арчил Чохели · Грузия           |
| до 74 кг          | Роман Болотский · Россия      | Андруега Понгоэчиа · Испания   | Павел Перепичай · Беларусь Омар Метревели · Грузия      |
| до 82 кг          | Павел Фунтиков · Россия       | Шахмураз Гасымов · Азербайджан | Башаушкас Питаускас · Литва Юрий Сеножатский · Беларусь |
| до 90 кг          | Мовлуд Миралиев · Азербайджан | Сергей Лоповок · Россия        | Вано Гамхиташвили · Грузия Цветко Цветков · Болгария    |
| до 100 кг         | Ростислав Борисенко · Украина | Эльшан Поладов · Азербайджан   | Дмитрий Новак · Беларусь Иосиф Ахалбедашвили · Грузия   |
| свыше 100 кг      | Мурат Хасанов · Россия        | Владимир Емельянов · Беларусь  | Олег Грицышин · Украина Игер Лизабирач · Испания        |

#### Командный зачёт
1. Россия;
2. Азербайджан;
3. Грузия;
4. Беларусь;
5. Украина;
6. Испания;
7. Болгария;
8. Татарстан;
9. Литва;
10. СР Югославия;
11. Италия;
12. Латвия.

### Женщины
| Весовая категория | Золото                         | Серебро                           | Бронза                                                     |
| ----------------- | ------------------------------ | --------------------------------- | ---------------------------------------------------------- |
| до 48 кг          | Светлана Комарова · Россия     | Лилия Панасенко · Украина         | Сандра Гаигалайте · Литва Катарина Алексич · СР Югославия  |
| до 52 кг          | Виктория Волотова · Россия     | Матанат Сулейманова · Азербайджан | Раса Кубилюте · Литва Татьяна Барилова · Беларусь          |
| до 56 кг          | Наталья Костелёва · Россия     | Ивелина Златева · Болгария        | Наталья Москвина · Беларусь Людмила Матеевская · Украина   |
| до 60 кг          | Анна Сараева · Россия          | Камила Вильямс · Швеция           | Наталья Барда · Украина Зульфия Гусейнова · Азербайджан    |
| до 64 кг          | Наталья Герцанс · Россия       | Наталья Крупенко · Беларусь       | Ирина Богачёва · Литва Рима Ионатите · Латвия              |
| до 68 кг          | Светлана Селиханова · Беларусь | Зоя Чачатурян · Армения           | Регина Микюте · Литва Виктория Гордеева · Латвия           |
| до 72 кг          | Галина Савенкова · Беларусь    | Марина Дворецкая · Россия         | Анджелика Матиеускайте · Швеция Марина Любенова · Болгария |
| до 80 кг          | Ольга Шуклина · Россия         | Светлана Лисянская · Украина      | Светлана Вольнова · Беларусь Лена Амброцайте · Литва       |
| свыше 80 кг       | Вероника Козловская · Беларусь | Ольга Любченко · Россия           | Ингрида Симкувиене · Литва Светлана Буряк · Украина        |